# Endasys occipitis
Endasys occipitis là một loài tò vò trong họ Ichneumonidae.